# Spiegelkogel
Spiegelkogel lub Hinterer Spiegelkogel – szczyt w Alpach Ötztalskich, części Centralnych Alp Wschodnich. Leży w Austrii w kraju związkowym Tyrol. Od północy szczyt przykrywa lodowiec Spiegelferner, a od południa Firmisanferner. Sąsiaduje z Ramolkogel. Są jeszcze dwa szczyty o nazwie Spiegelkogel. Są to: Mittlerer Spiegelkogel (3310 m) Vorderer Spiegelkogel (3084 m).
Szczyt można zdobyć drogami ze schroniska Ramolhaus (3006 m). Pierwszego wejścia dokonali Franz Senn, V. v. Mayrl, J. Schöpf i J. Gstrein w 1870 r.